# حزب تجدد
حزب تجدد یکی از چهار حزب اصلی ابتدای دوره حکومت رضاشاه به عنوان سردار سپه بود که اغلب از اصلاح‌طلبان جوان و تحصیل‌کردهٔ اروپا تشکیل می‌شد که قبلاً طرفدار حزب دموکرات بودند. این حزب با کمک رضاخان اکثرت کرسی‌های مجلس شورای ملی پنجم را به دست آورد. مؤسسان این حزب را می‌توان علی اکبر داور، عبدالحسین تیمورتاش و سید محمد تدین دانست.
حزب تجدد خواستار «جدایی دین از سیاست، ایجاد ارتش قوی، سیستم اداری کارآمد، پایان دادن به امتیازات اقتصادی، صنعتی کردن ایران، جایگزین کردن سرمایه داخلی به جای سرمایه خارجی، تبدیل عشایر به کشاورز، پیشرفت نظام مالیات بر درآمد، ایجاد تسهیلات آموزش همگانی از جمله برای زنان، ایجاد امکانات برای شکوفایی استعدادها، و ترویج زبان فارسی در سراسر ایران به جای زبان‌های محلی» بود.